# Myrmelachista flavoguarea
Myrmelachista flavoguarea is een mierensoort uit de onderfamilie van de schubmieren (Formicinae). De wetenschappelijke naam van de soort is voor het eerst geldig gepubliceerd in 2006 door Longino.